# Teoria della imputazione oggettiva dell'evento
La teoria dell'imputazione oggettiva dell'evento è una teoria giuridica sorta in Germania negli anni 1930, e assume a proprio fondamento la teoria del bene giuridico protetto e del diritto penale in funzione di tutela di questo.

## Descrizione
Lo scopo dichiarato è quello di offrire un correttivo al principio della causalità condizionalistica: in particolare, la imputazione oggettiva vale ad escludere la responsabilità per dolo e per colpa in una serie di ipotesi che rischierebbero di rientrarvi.
La teoria prevede che la condotta:
- sia condicio sine qua non dell'evento secondo il criterio naturalistico noto;
- costituisca un cosiddetto aumento del rischio non consentito dall'ordinamento;
- l'evento sia realizzazione del rischio non consentito.

## Il rischio non consentito
Le attività rischiose vengono classificate secondo una triplice partizione:
- Condotte pericolose e non giuridicamente autorizzate:

Sono le condotte non utili e dannose, punite in sé o in quanto causa di eventi lesivi. L'ordinamento sancisce per queste condotte l'obbligo di astenervisi, essendo queste direttamente previste dalle norme incriminatrici quali condotte illecite o quali cause di un evento illecito normativamente stabilito.
- Condotte non giuridicamente autorizzate perché trasgressive di norme cautelari:

Le condotte de qua infatti, rientrano negli scopi preventivi delle norme cautelari, sono obiettivamente prevedibili e obiettivamente evitabili.
- Attività rischiose, ma giuridicamente autorizzate perché socialmente utili.

Esse implicano il rispetto del limite dell'autorizzazione prefissato dalla norma cautelare, minimizzando i rischi di eventi lesivi (leges artis dell'attività medico chirurgica e dell'attività sportiva violenta, ecc.)
È un dato incontestabile la non responsabilità nel caso di evento lesivo verificatosi nonostante il rispetto delle norme dette. In primo luogo perché l'ordinamento non può autorizzare od addirittura imporre l'attività e poi imputare gli effetti lesivi all'egente; in secondo luogo, l'ordinamento deve accollarsi il rischio dell'evento nello stesso momento in cui autorizza un'attività rischiosa contenuta nei limiti del cosiddetto rischio consentito.
Taluni, conducendo alla massima estensione la teoria in argomento ritengono, nel caso in cui si operi nell'ambito dei limiti del rischio consentito, che la non punibilità debba fondarsi sulla mancanza di tipicità del fatto materiale. Infatti, se la condotta è lecita, l'evento infausto non è oggetto della previsione normativa ed il nesso causale ha per oggetto un evento atipico, la fattispecie di legge non è integrata già sul piano della tipicità.
Il risultato cui si vuole pervenire è evidentemente quello di evitare in questi casi il riferimento alla colpevolezza, la cui valutazione non è richiesta da parte del giudice.

## Analisi
Appare chiaro che il problema della imputazione oggettiva altro non è che un problema di sistematica del reato. Essa infatti propone un'anticipazione della risoluzione delle difficili casistiche (responsabilità medica, attività sportiva violenta) all'elemento oggettivo, ovvero con una posticipazione dell'analisi dell'elemento soggettivo.